# Aerzen
Aerzen là một đô thị thuộc huyện Hamelin-Pyrmont, trong bang Niedersachsen, Đức. Đô thị này có diện tích 105,06 killômét vuông. Đô thị này có cự ly 10 km về phía tây nam của Hamelin, và 7 kilômét (4 mi) về phía bắc của Bad Pyrmont.